# 유성중학교 축구부
유성중학교 축구부는 2007년에 창단한 유성중학교의 축구부로 대전 하나 시티즌의 U-15팀으로 활동 중이다.

## 같이 보기
- 유성중학교
- 대전 하나 시티즌
- 충남기계공업고등학교 축구부
- 대전 하나 시티즌 U-12